# Hinduism Today
Hinduism Today — ежеквартальный глянцевый журнал, публикуемый Гималайской академией в Капаа, Гавайи, США. Распространяется более чем в 60 странах. Основан Шиваей Субрамуниясвами в 1979 году с целью распространении информации об индуистской вере, культуре и традициях.
Изначально назывался как газета The New Saivite World, которая была небольшим по объёму чёрно-белым нерегулярно выходившим изданием. Шивая Субрамуниясвами начал публикацию журнала с целью распространения своих идей в простой форме, в формате, который было легко публиковать, читать и пересылать по почте. Газета не уделяла большого внимания философским вопросам, которым были посвящены другие публикации Гималайской академии, начавшей издательскую деятельность ещё в 1957 году.
В 1996 году газета Hinduism Today стала журналом. На протяжении своей истории, журнал преобразовался и стал освещать самые разные вопросы, могущие заинтересовать индуиста. Затем также начало выходить онлайн-издание. Читательская аудитория журнала составляет 275 000 человек, большей частью из Северной Америки, Европы, Индии, Сингапура, Малайзии, ЮАР и Маврикия.
Журнал ставит своей целью выразить индуистскую точку зрения по самым разным темам: образованию, культуре, космологии, философии, этике, социологии, музыке, духовности, кинематографу, питанию и путешествиям. Кроме постоянных авторов журнала, для Hinduism Today также пишут его читатели. В журнале также существует особый раздел, в котором публикуются материалы известных мыслителей Востока и Запада. Журнал публикует много статей, затрагивающих актуальные темы йоги, медитации, вегетарианства, ненасилия, проблем окружающей среды и семейной жизни. Hinduism Today преследует 6 основных целей:
1. Укрепить индуистскую солидарность как единство в разнообразии среди различных течений и направлений индуизма;
2. Информировать и вдохновлять индуистов и интересующихся индуизмом по всему всему миру;
3. Развеять мифы, заблуждения и дезинформацию об индуизме;
4. Защитить, сохранить и распространять индуистскую религию и священное знание Вед;
5. Заниматься поддержанием и обозрением происходящего в мире индуистского ренессанса;
6. Публиковать материалы для тех, кто задействованы в сфере индуистского образования и для индуистских лидеров, занимающихся распространением санатана-дхармы[6].

Индуизм сегодня — издание 1-й печатной русской версии журнала  Индуизм сегодня  вышло в декабре 2017 года.  В русскоязычной версии появилась новая рубрика «Индология», в которой представляются работы видных и начинающих российских индологов, их научные статьи, эссе, диссертационные и курсовые работы, многие из которых никогда не издавались ранее или были известны только узкому кругу в научной среде. Главный редактор Динанатха Бодхисвами (Д. А. Борзунов).
26 января 2017 года в стенах всемирно известного Французского Института в Пондичерри (EFEO-IFP) прошла презентация 1-го русскоязычного номера журнала «Индуизм сегодня».
3 августа 2018 года журнал "Индуизм сегодня" зарегистрирован Федеральной службой по надзору в сфере связи, информационных технологий и массовых коммуникаций как печатное средство массовой  информации ( СМИ) с тематикой и специализацией  Информационная:
- религиоведение
- культурология
- научно-просветительская
- аналитическая
- рекламная

с территорией распространения: Российская Федерация, СНГ и зарубежные страны
С апреля 2019 года на русскую версию журнала  Индуизм сегодня  можно подписаться по Объединённому каталогу "Пресса России". Подписной индекс № 10619.